# Saint-Nicolas (Italia)
Saint-Nicolas es una localidad y comune italiana de la región del Valle de Aosta, con 331 habitantes.

## Evolución demográfica
| Gráfica de evolución demográfica de Saint-Nicolas entre 1861 y 2001 |
|                                                                     |
| Fuente ISTAT - elaboración gráfica de Wikipedia                     |